# Kou Lei
Kou Lei (en ucraïnès: Коу Лей; Pequín, 20 de novembre de 1987) és un jugador dretà de tennis de taula ucraïnès d'origen xinès. L'abril de 2017, Kou va ocupar el lloc número 20 del món per la Federació Internacional de Tennis de Taula (ITTF).
Kou va representar la seva nació adoptiva, Ucraïna, als Jocs Olímpics d'Estiu de 2008 a Pequín, on va competir en individual masculí. Va perdre davant del jugador congolès Suraju Saka, amb un marcador d'1–4. L'any 2021 va convertir-se en campió de la Superdivisió, la màxima categoria del tennis de taula estatal, amb el Club Tennis Taula Borges Blanques.